# 重低音喇叭
重低音喇叭（Subwoofer）是一種低頻率的揚聲器，其頻率介於20至200赫茲之間，在THX標準下則低於80赫茲。重低音喇叭大約在1960年代問世，並隨著感恩至死、史提利·丹等樂團的應用逐漸大眾化。在傳統的5.1聲道中，即會用到一個重低音喇叭。

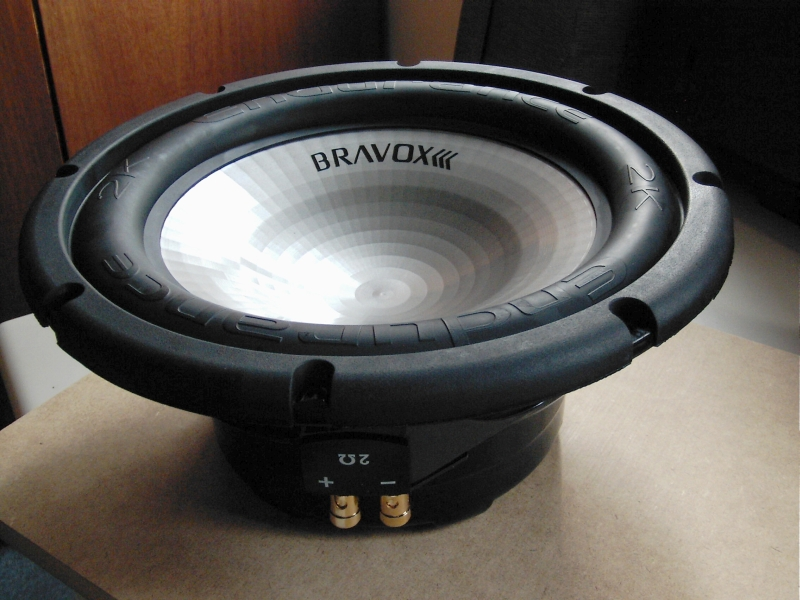
重低音喇叭